# Umrao Jaan (film, 1981)
Pour l’article homonyme, voir Umrao Jaan (film, 2006).
Pour plus de détails, voir Fiche technique et Distribution.
Umrao Jaan (en ourdou امراؤ جان, en hindi उमराव जान) est un film indien sorti en 1981, réalisé par Muzaffar Ali. Il est tiré d'un roman ourdou, Umrao jaan ada, écrit par Mirza Hadi Ruswa en 1905 et traitant d'une célèbre courtisane de Lucknow (Inde) au XIXe siècle.
Le rôle principal est interprété par l'actrice bollywoodienne Rekha. Les chansons, composées par Khayyam sur des paroles écrites par Shahryar et principalement interprétées par Asha Bhosle, ont connu un grand succès.

## Synopsis
En 1840, Amiran âgée de huit ans, est enlevée à sa famille par leur voisin, Dilawar Khan (Satish Shah) et vendue à madame Khanum Jaan (Shaukat Kaifi), propriétaire d'une maison de plaisir où elle forme des courtisanes.
Amiran, qu'on renomme Umrao Jaan, apprend dès lors à lire, écrire, danser, chanter et charmer les hommes.
Umrao Jaan (Rekha), devenue adulte et désormais célèbre dans la région pour son charme et sa finesse, séduit Nawab Sultan (Farooq Shaikh), un puissant nabab qui doit rapidement renoncer à son amour pour épouser une femme plus conforme à son rang. Mais les charmes d'Umrao Jaan agissent également sur un autre homme, Faiz Ali, un bandit notoire avec lequel elle décide de s'enfuir pour échapper à son sort. Celui-ci est rapidement arrêté et Umrao Jaan doit revenir à sa condition de courtisane, admirée pour sa beauté, ses qualités de danseuse et de poétesse mais toujours en marge de la société.

## Fiche technique et artistique
- Titre : Umrao Jaan
- Titre original en ourdou : امراؤ جان
- Titre original en hindi : उमराव जान
- Réalisateur : Muzaffar Ali
- Scénario : Shama Zaid, Javed Siddiqi et Muzaffar Ali d'après le roman de Mirza Hadi Ruswa
- Musique : Khayyam
- Parolier : Shahryar
- Chorégraphie : Gopi Krishna et Kumudini Lakhia
- Direction artistique : Muzaffar Ali, Bansi Chandragupta et Manzoor
- Costumes : Subhashini Ali
- Photographie : Pravin Bhatt
- Montage : B. Prasad
- Production : Muzaffar Ali
- Langue : ourdou
- Pays d'origine : Inde
- Date de sortie : 1981
- Format : couleur
- Genre : Drame
- Durée : 145 minutes

## Distribution
- Rekha : Umrao Jaan
- Farooq Shaikh : Nawab Sultan
- Naseeruddin Shah : Gohar Mirza
- Raj Babbar : Faiz Ali
- Shaukat Azmi : Khanum Jaan
- Khan Ghilzai
- Prema Narayan : Bismillah
- Akbar Rashid
- Gajanan Jagirdar : Maulvi
- Dina Pathak : Husseini
- Rita Rani Kaul : Ramdei
- Shaheen Sultan
- Umme Farwa : Amiran enfant

## Critique
Rekha fut reconnue pour son talent, mais le film n'eut pas grand succès au box-office. Les seconds rôles furent interprétés par Naseeruddin Shah, Farooq Shaikh, Raj Babbar et Bharat Bhushan. Les critiques saluèrent le soin apporté à la mise en scène et à la reconstitution historique.

## Récompenses
- National Film Awards de la meilleure actrice : Rekha
- Filmfare Awards 1982 du meilleur réalisateur : Muzaffar Ali
- Filmfare Awards 1982 du meilleur compositeur : Khayyam

## Bande-originale
Composée par Khayyam, paroles écrites par Shahryar. 
la plupart des titres interprétés par Asha Bhosle, sont considérés comme des classiques de la musique filmi : "Dil cheez kya hai", "Justuju Jiski Thi", "In ankhon ki masti", "Yeh kya jagah hai doston".
| Titre                    | Interprète                                                       | Auteur                              |
| ------------------------ | ---------------------------------------------------------------- | ----------------------------------- |
| Dil Cheez Kya Hai        | Asha Bhosle                                                      | Akhlaq Mohammed Khan (AMK Shahryar) |
| In Aankhon Ki Masti      | Asha Bhosle                                                      | Akhlaq Mohammed Khan 'Shahryar'     |
| Jab Bhi Milti Hai        | Asha Bhosle                                                      | Akhlaq Mohammed Khan 'Shahryar'     |
| Jhoola Kinne Dala        | Shahida Khan                                                     | Akhlaq Mohammed Khan 'Shahryar'     |
| Justuju Jiski Thi        | Asha Bhosle                                                      | Akhlaq Mohammed Khan 'Shahryar'     |
| Kahe Ko Byahi Bides      | Jagjit Kaur                                                      | Akhlaq Mohammed Khan 'Shahryar'     |
| Raagmala                 | Mustafa Khan, Runa Prasad, Shahida Khan, Ustad Ghulam Sadiq Khan | Akhlaq Mohammed Khan 'Shahryar'     |
| Yeh Kya Jagay Hai Doston | Asha Bhosle                                                      | Akhlaq Mohammed Khan 'Shahryar'     |
| Zindagi Jab Bhi          | Talat Aziz                                                       | Akhlaq Mohammed Khan 'Shahryar'     |